# 1315–1317年大饥荒

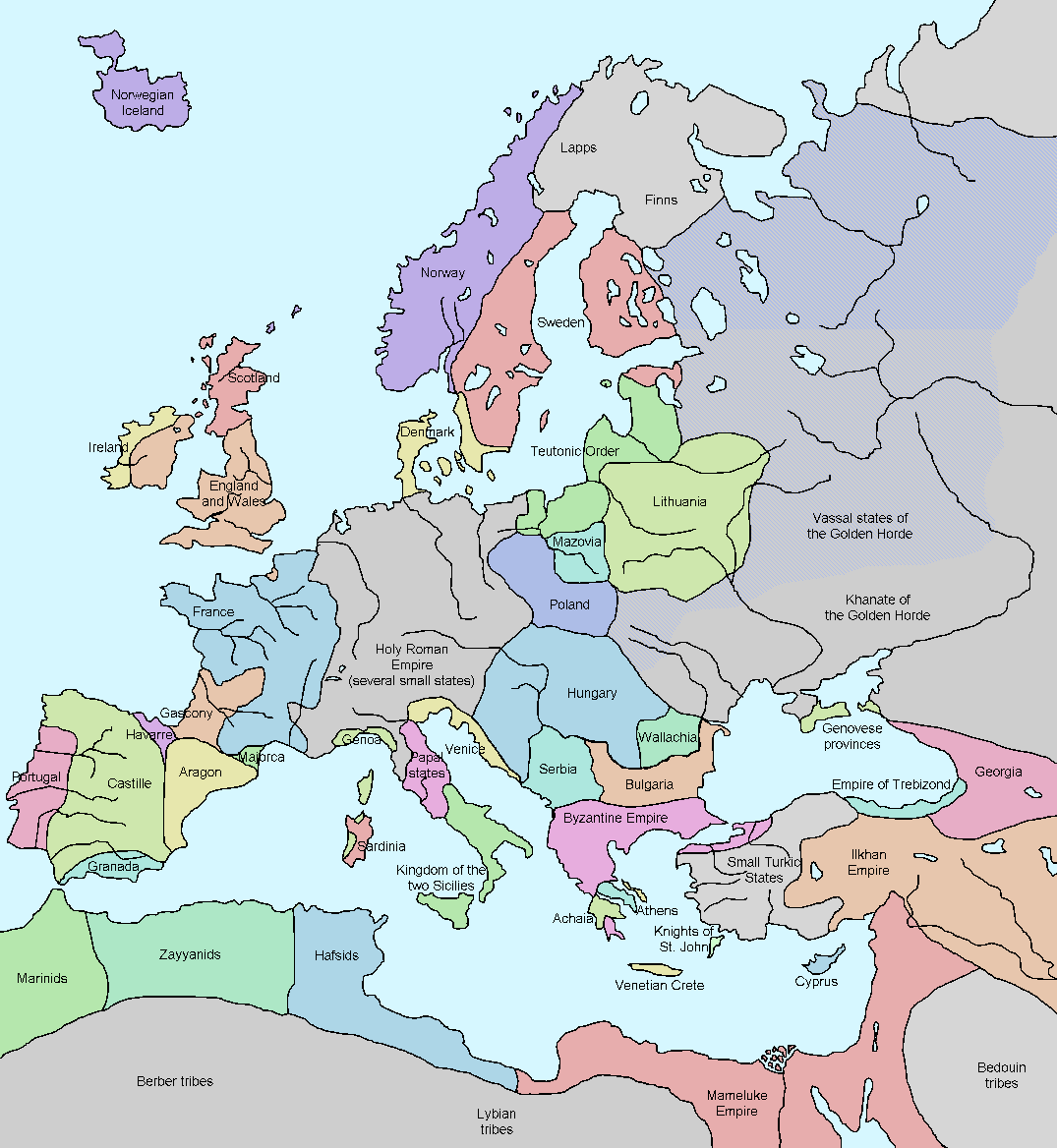
1328年的欧洲政治版图

1315–1317年大饥荒是14世纪欧洲发生的一场大饥荒，影响东及俄罗斯，南达意大利，几年内造成数百万人死亡，结束了欧洲自11世纪起的人口增长，直到1322年欧洲才得以从此次饥荒中恢复。在严重的饥荒期间受灾的欧洲各国都出现了大量人相食紀錄。